# جيف بولاك
جيف بولاك (بالإنجليزية: Jeff Pollack)‏ هو كاتب ومنتج أفلام وكاتب سيناريو ومخرج أمريكي، ولد في 15 نوفمبر 1959 في لوس أنجلوس في الولايات المتحدة، وتوفي في 23 ديسمبر 2013 في هيرموسا بيتش في الولايات المتحدة.

## وصلات خارجية
- جيف بولاك على موقع IMDb (الإنجليزية)
- جيف بولاك على موقع ألو سيني (الفرنسية)
- جيف بولاك على موقع أول موفي (الإنجليزية)
- جيف بولاك على موقع قاعدة بيانات الأفلام السويدية (السويدية)
- جيف بولاك على موقع قاعدة بيانات الفيلم (الإنجليزية)
- جيف بولاك على موقع كينوبويسك (الروسية)